# On va se faire sonner les cloches
Pour plus de détails, voir Fiche technique et Distribution.
On va se faire sonner les cloches (For Heaven's Sake) est un film américain réalisé par George Seaton, sorti en 1950.

## Synopsis
Les anges Charles et Arthur tentent de convaincre un jeune chérubin nommé Item d'arrêter d'attendre la naissance de Lydia et Jeff Bolton. Ils sont trop occupés à jouer et à mettre en scène des pièces de théâtre pour fonder une famille. Ils s'éloignent également l'un de l'autre, car Lydia veut avoir un enfant, mais Jeff la convainc de faire passer leurs carrières en premier.
Lorsque Item se montre inflexible, Charles décide après avoir vu Gary Cooper dans un Western d'aider les choses en prenant forme humaine comme Slim Charles, un soi-disant riche, et en croisant les Bolton à l'hippodrome. Jeff voit un bailleur de fonds potentiel, un ange en argot théâtral pour sa prochaine pièce. Il demande à sa dramaturge, Daphne Peters, d'essayer de convaincre Charles d'investir dans la production. Comme Charles n'a en fait pas d'argent, cela s'avère délicat. Cependant, le bailleur de fonds habituel de Jeff, Tex Henry, se présente. Tex et Charles tirent des cartes pour savoir qui aura le droit de mettre de l'argent ; Tex fait également un pari secondaire de 10 000 $. Tex gagne.
Tout cela commence à corrompre Charles. Il commence à apprécier les vices humains. Lorsque l'ancien petit ami acteur de Daphne, Tony Clark, se présente pour réclamer sa petite amie désintéressée, Charles le frappe. Charles commence également à boire et à jouer de la musique moderne sur sa harpe, à la grande désapprobation d'Arthur.
Pourtant, Charles n'a pas complètement oublié sa mission. Il organise une fête somptueuse pour célébrer le huitième anniversaire des Bolton, mais cela ne se passe pas comme prévu. Les Bolton décident de se séparer, et Charles est emmené à l'hôpital psychiatrique lorsqu'il admet être un ange. Heureusement, lorsque Lydia développe une soudaine envie de cacahuètes, alors qu'elle n'en avait jamais supporté l'odeur auparavant, Jeff réalise qu'elle est enceinte de Item et ils se réconcilient.

## Fiche technique
- Titre : On va se faire sonner les cloches
- Titre original : For Heaven's Sake
- Réalisation : George Seaton
- Scénario : George Seaton, Dorothy Segall, Harry Segal
- Production : William Perlberg, Arthur Jacobson
- Société de production : Twentieth Century Fox
- Musique : Alfred Newman
- Photographie : Lloyd Ahern
- Ingénieurs du son : Roger Heman, Arthur von Kirbach
- Montage : Robert L. Simpson
- Direction artistique  : Richard Irvine, Lyle R. Wheeler
- Pays d'origine : États-Unis
- Format : Noir et blanc - Mono
- Genre : Comédie
- Durée : 92 minutes
- Dates de sortie : 
  - États-Unis : 15 décembre 1950
  - France : 9 mars 1951
- Affiche : Boris Grinsson (France)

## Distribution
- Clifton Webb : Charles / Slim Charles
- Joan Bennett : Lydia Bolton
- Robert Cummings : Jeff Bolton
- Edmund Gwenn : Arthur
- Joan Blondell : Daphne Peters
- Gigi Perreau : Item
- Jack La Rue : Tony Clark
- Harry von Zell : Tex Henry
- Tommy Rettig : Joe Blake
- Hal Baylor (non crédité) : le futur père